# Una giornata uggiosa/Con il nastro rosa
Una giornata uggiosa/Con il nastro rosa è il 21º singolo di Lucio Battisti, pubblicato nel febbraio del 1980 dalla casa discografica Numero Uno.

## Descrizione
Rispetto alla versione inclusa dall'omonimo LP (Una giornata uggiosa) entrambe le canzoni sono in versione breve, ossia accorciate appositamente per entrare nel 45 giri.

## Accoglienza
Il singolo raggiunse la seconda posizione della classifica italiana e fu il 17º più venduto del 1980 in Italia.
| Nº | Settimana      | Posizione |
| -- | -------------- | --------- |
| 1  | 5 aprile 1980  | 10        |
| 2  | 12 aprile 1980 | 8         |
| 3  | 19 aprile 1980 | 6         |
| 4  | 26 aprile 1980 | 4         |
| 5  | 3 maggio 1980  | 3         |
| 6  | 10 maggio 1980 | 3         |
| 7  | 17 maggio 1980 | 2         |
| 8  | 24 maggio 1980 | 2         |
| 9  | 31 maggio 1980 | 2         |
| 10 | 7 giugno 1980  | 2         |
| 11 | 14 giugno 1980 | 4         |
| 12 | 21 giugno 1980 | 7         |

## Tracce
Tutti i brani sono di Mogol e Lucio Battisti
Lato A
1. Una giornata uggiosa – 4:42

Lato B
1. Con il nastro rosa – 4:31

## Brani

### Una giornata uggiosa
Una giornata uggiosa è la canzone pubblicata sul lato a del singolo tratto dall'omonimo album. Il testo del brano (uno degli ultimi scritti da Mogol per Battisti) narra i desideri del protagonista, che, in una giornata uggiosa, si manifestano in lui. Numerosi sono i richiami alla vita di Battisti (ad esempio nell'ultima strofa, sogno il mio paese infine dignitoso, e un fiume con i pesci vivi a un'ora dalla casa, di non sognare la nuovissima Zelanda, e fuggire via da te Brianza velenosa), riferiti al paese natale di Lucio (Poggio Bustone, in provincia di Rieti), e alla Brianza, zona in cui il cantante visse dal 1973 fino alla sua scomparsa nel 1998.
Il brano fu reinterpretato, nel 1998 dalla Bandabardò ed inserito nel loro secondo album in studio Iniziali bì-bì, nel 2009 da Fiorella Mannoia e inserito nell'album di cover Ho imparato a sognare e nel 2014 da Mango nell'album L'amore è invisibile.

#### Musicisti
- Phil Palmer - chitarra elettrica, chitarra acustica
- Stuart Elliott - batteria
- Geoff Westley - tastiera
- Paul Hart - basso

### Con il nastro rosa
Con il nastro rosa è la canzone pubblicata come lato b del singolo ed è l'ultima canzone dell'album Una giornata uggiosa, uscito nel 1980. Il brano costituisce uno dei pochi casi in cui, tra le due canzoni pubblicate su un 45 giri, è stata quella sul lato b ad ottenere maggior successo, diventando velocemente molto più noto dell'altra canzone e venendo più volte ripreso da altri artisti in cover. Oltre ad essere una delle canzoni più conosciute del repertorio di Battisti, è stata anche l'ultima canzone dello storico duo Battisti-Mogol, che avrebbe ben presto rotto il suo più che decennale sodalizio, senza più ricomporsi. La frase nel ritornello "lo scopriremo solo vivendo" è diventata proverbiale all'interno della lingua italiana parlata per riferirsi ad una situazione su cui non si può ancora affermare nulla di certo. Il trascinante assolo finale di chitarra elettrica è  eseguito da Phil Palmer ed è ritenuto da molti uno degli assoli più belli nella storia della musica leggera italiana.
Il protagonista della canzone è un uomo che sta per sposarsi («ora che quest'avventura / sta diventando una storia vera») ed è preoccupato («comunque adesso ho un po' paura») e pieno di dubbi: sulla propria donna, che teme di non conoscere abbastanza («una frase sciocca, un volgare doppiosenso / mi ha allarmato, non è come io la penso»; «chissà, chissà chi sei? chissà che sarai?»; «spero tanto tu sia sincera») e sul futuro della loro relazione («chissà che sarà di noi?»). Il protagonista decide comunque di gettarsi in questa nuova situazione («ma il sentimento era già un po' troppo denso / e son restato») e tutti i suoi dubbi si risolvono nell'accettare l'impossibilità di conoscere il futuro se non aspettandolo e vivendolo, andando avanti nella vita («lo scopriremo solo vivendo»).
La seconda strofa è semplicemente una metafora della situazione in cui si trova il protagonista, che dice di sentirsi come se avesse acquistato un pacco in un grande magazzino senza conoscerne il contenuto e, tornato a casa, temesse di scartarlo per paura di scoprire di aver sbagliato acquisto; la differenza, però, è che la posta in gioco non è un semplice acquisto, ma la donna della propria vita. Tale significato è più evidente nella traduzione spagnola del brano, nel quale la strofa è resa in questo modo:
y unas son negras, otras verdes, otras rosas

debo elegir la que conviene a mi destino:

¡no sé el camino!
He regresado con mi compra hasta mi casa

y tengo miedo de romper la cinta rosa

que no es lo mismo, equivocarse en una cosa

¡que en una esposa!»
alcune nere, altre verdi, alcune rosa

devo scegliere quella che contiene il mio destino

non so qual è il cammino!
Sono tornato con i miei acquisti alla mia casa

e ho paura di rompere il nastro rosa

perché non è lo stesso sbagliarsi con una cosa

che con una sposa!»

#### Musicisti
- Phil Palmer - chitarra elettrica, chitarra acustica
- Stuart Elliott - batteria
- Dave Markee - basso
- Geoff Westley - piano elettrico